# .rfl
.rfl è l'estensione con cui sono riconosciuti i file ReFill per il software Reason.
I ReFill sono archivi che contengono campioni audio e patch, ovvero dei preset per i moduli che compongono il programma Reason.
Essendo un formato proprietario della Propellerhead sono utilizzabili soltanto dal suddetto software. Tra le loro caratteristiche c'è quella di comprimere i file audio (accettano solo file WAV e AIFF) fino a dimezzarne le dimensioni. Oltre ad audio e patch (ogni patch è pensata per un modulo ed ha una sua estensione) può contenere anche immagini GIF e file di testo non formattato .txt.